# Juri Walerjewitsch Muchin
Juri Walerjewitsch Muchin (russisch Юрий Валерьевич Мухин; * 14. August 1971 in Selenogorsk, Region Krasnojarsk, Russische SFSR, Sowjetunion) ist ein ehemaliger sowjetischer und russischer Schwimmer und Olympiasieger.

## Erfolge
Bei den Olympischen Spielen 1992 in Barcelona gewann Muchin mit der 4-mal-200-Meter-Freistilstaffel des Vereinten Teams die Goldmedaille. (Dabei startete er im Vorlauf.)
Bei den Weltmeisterschaften 1994 in Rom gewann Muchin die Silbermedaille mit der russischen 4-mal-200-Meter-Freistilstaffel. Bei den Kurzbahnweltmeisterschaften 1993 in Palma gewann er eine Bronzemedaille mit der russischen 4-mal-100-Meter-Freistilstaffel. Bei den Kurzbahnweltmeisterschaften 1995 in Rio de Janeiro gewann er eine Bronzemedaille mit der russischen 4-mal-100-Meter-Lagenstaffel.
Bei den Europameisterschaften 1993 in Sheffield wurde Muchin Europameister mit der russischen 4-mal-200-Meter-Freistilstaffel. Bei der Sommer-Universiade 1995 in Fukuoka gewann er eine Bronzemedaille mit dem russischen Team über 4 × 100 m Lagen.
Muchin wurde 1996 (100 m, 200 m) russischer Meister. Zuvor war er bereits 1990 (4 × 200 m Freistil) und 1991 (4 × 100 m Freistil, 4 × 200 m Freistil, 4 × 200 m Lagen) sowjetischer Meister.

## Persönliche Bestzeiten
(Bestzeiten, Alltime)
| Bahn | Strecke            | Zeit    | Datum             | Ort            | Veranstaltung                    |
| ---- | ------------------ | ------- | ----------------- | -------------- | -------------------------------- |
| 50 m | 50 m Freistil      | 23,77   | 23. August 1995   | Fukuoka        | XVIII. Universiade               |
| 25 m | 50 m Freistil      | 23,26   | 30. November 1995 | Rio de Janeiro | Kurzbahnweltmeisterschaften 1995 |
| 50 m | 100 m Freistil     | 51,37   | 23. August 1995   | Fukuoka        | XVIII. Universiade               |
| 25 m | 100 m Freistil     | 49,35   | 2. Dezember 1993  | Palma          | Kurzbahnweltmeisterschaften 1993 |
| 50 m | 200 m Freistil     | 1:51,08 | 6. September 1994 | Rom            | Schwimmweltmeisterschaften 1994  |
| 25 m | 200 m Freistil     | 1:48,15 | 2. Dezember 1993  | Palma          | Kurzbahnweltmeisterschaften 1993 |
| 50 m | 100 m Freistil Lap | 50,42   | 9. September 1994 | Rom            | Schwimmweltmeisterschaften 1994  |
| 50 m | 200 m Freistil Lap | 1:49,28 | 27. Juli 1992     | Barcelona      | Olympische Sommerspiele 1992     |

## Privates
Seit 25. Juni 1996 ist Muchin Ehrenbürger seiner Heimatstadt Selenogorsk. Er wohnt in Omsk und arbeitet als Schiedsrichter bei Schwimm-Wettkämpfen.